# Блізна (Підляське воєводство)
Блізна (пол. Blizna) — село в Польщі, у гміні Новинка Августівського повіту Підляського воєводства.
У 1975-1998 роках село належало до Сувальського воєводства.